# Маёнток (Наровлянский район)
Маёнток (транслит. Majontak; бел. Маёнтак) — упразднённая деревня в Наровлянском районе Гомельской области Беларуси. В составе Головчицкого сельсовета.

## География
Ближайшие населенные пункты Красный Остров, Чехи и др. Через деревню проходит дорога Н-4775.

## Этимология
Маёнток — от польского Majątek. В переводе с белорусского языка означает имение.

## История
26 июня 1969 года деревня упразднена, территория включена в состав деревни Головчицы.

## Население

### Численность
- 1909 год — 67 жителей

### Динамика
- 1909 год — 67 жителей, 6 дворов[3]